# Panquehue
Panquehue is een gemeente in de Chileense provincie San Felipe de Aconcagua in de regio Valparaíso. Panquehue telde 7.273 inwoners in 2017 en heeft een oppervlakte van 122 km².